# Leucania albivenata
Leucania albivenata là một loài bướm đêm trong họ Noctuidae.